# Bria
Bria – miasto w Republice Środkowoafrykańskiej, ośrodek administracyjny prefektury Haute-Kotto; 29 600 mieszkańców (2006). Przemysł spożywczy, włókienniczy, lotnisko.